# Most kolejowy w Zaleszczykach
Most kolejowy w Zaleszczykach – most kolejowy na rzece Dniestr w Zaleszczykach, w zachodniej Ukrainie.

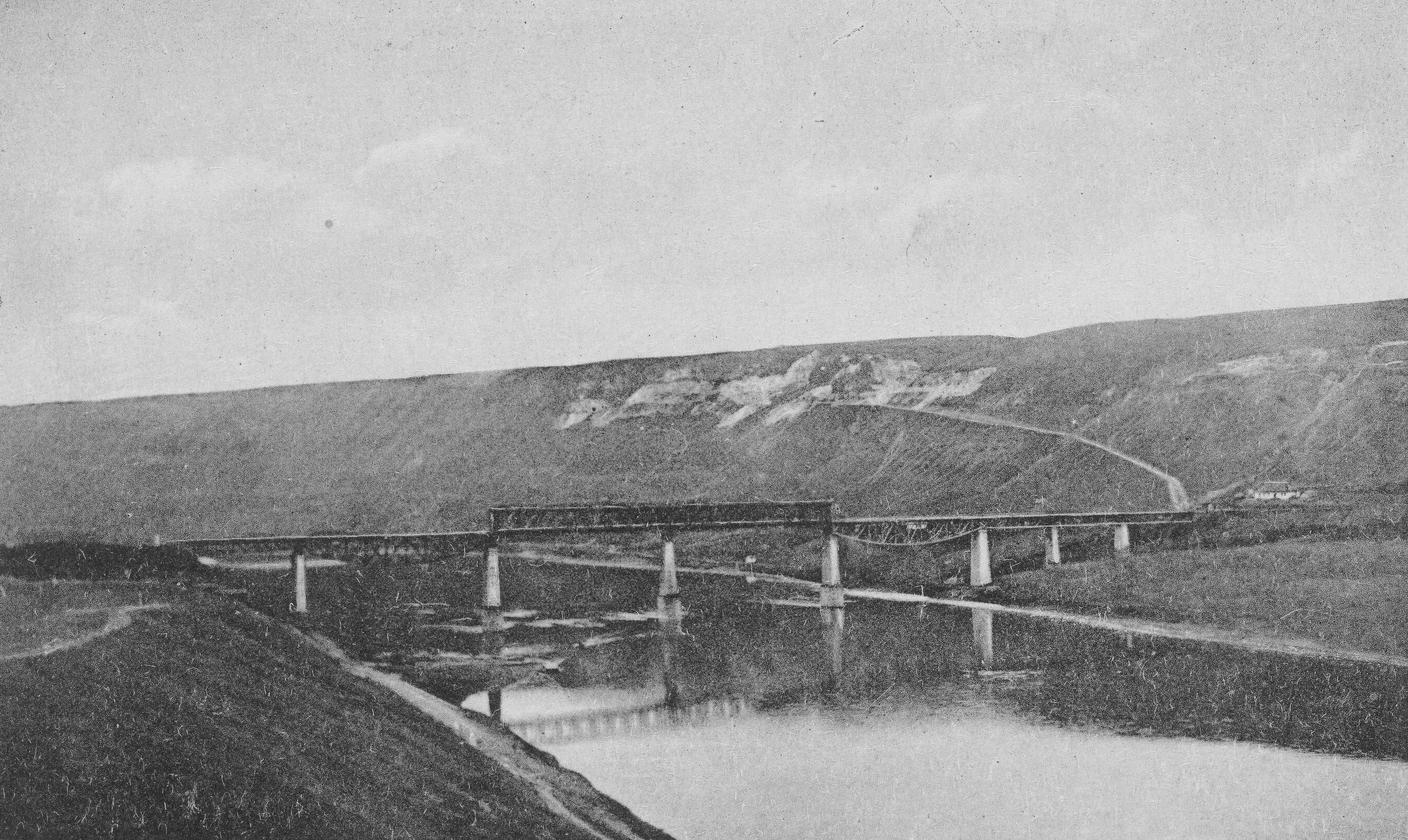
Most przed 1939

## Historia
Pierwotny most został zbudowany w latach 1883-1885 w okresie autonomii galicyjskiej pod zaborem austriackim. Miał ogólną długość 240 metrów i posiadał 5 przęseł żelaznych. Podczas I wojny światowej most został wysadzony przez Rosjan przed odwrotem ich wojsk, a do lata 1917 zgliszcza zostały rozebrane przez kompanię pionierów austriackich. Całkowitemu zniszeniu uległo wtedy 3 przęsła, a 2 (oraz podpory) zostały uszkodzone.
U schyłku okresu międzywojennego dokonano odbudowy mostu w latach 1936-1938. Roboty były wykonywane według projektu, opracowanego w Ministerstwie Komunikacji przez inż. Zygmunta Pieslaka pod kierownictwem inż. Edwarda Widugiera i nadzorem tarnopolskiego Urzędu Wojewódzkiego. Pod koniec 1937 strona rumuńska podjęła pracę przy swojej części mostu w Zaleszczykach na Dniestrze. Koszty restauracji (łącznie ponad 600 tys. zł.) pokryły wspólnie państwa polskie (350 tys. zł.) i rumuńskie. Zostały odbudowane wszystkie przęsła wraz z podporami.
Most połączył II Rzeczpospolitą z Królestwem Rumunii. Uroczystego otwarcia mostu dokonano na początku października 1938. Przed tym wydarzeniem uczestnicy z obu państw wzięli udział w nabożeństwach w świątyniach po swoich stronach, po czym udali się na most. Aktu przecięcia wstęgi dokonał wojewoda tarnopolski Tomasz Malicki. Stronę rumuńską reprezentował rezydent królewski z Czerniowiec Gheorghe Alexianu. Aktów poświęcenia dokonali ks. proboszcz zaleszczycki Adamski po stronie polskie i biskup Gheorghe Arghiropol po stronie rumuńskiej.
Podczas II wojny światowej most został wysadzony przez sowietów w 1941.
Za czasów PRL i komunistycznej propagandy, uważano Zaleszczyki za punkt, w którym resztki polskich wojsk (z dowództwem na czele) oraz rząd i najwyższe urzędy wycofywały się do Rumunii po ataku ZSRR na Polskę 17 września 1939 – w rzeczywistości w Zaleszczykach był tylko most kolejowy, a granicę przekraczano samochodami mostem w Kutach.